# Rikke Bilde
Rikke Bilde (født 23. juni 1977 i Vejle) er en dansk skuespiller uddannet fra Skuespillerskolen ved Odense Teater i 2005.
Har modtaget Reumert talent-pris i 2007, Allers Mindelegat i 2008 og Ole Hastlund rejselegat i 2010.
Er en del af kunstnerkollektivet Sort Samvittighed, der bl.a. har skabt forestillingerne Hvid magi (2011) på Betty Nansen Teatret, Tove, Tove, Tove! (2015) på Det Kongelige Teater og I et forhold (2019) på Betty Nansen Teatret.

## Teater
- 2022 Odsherred Teater: Odsherred Sommerrevy
- 2022 Østre Gasværk Teater: Charlie & Chokoladefabrikken
- 2021 Odsherred Teater: Flæsk, tæsk og toner
- 2021 Aarhus Teater: Jeg er jo lige her
- 2021 Det Kongelige Teater: Jeg er jo lige her
- 2021 Det Lille Teater: genopsætning af Okker Gokker
- 2020 Det Lille Teater: Klar, parat, start
- 2020 Folketeatret: Shakes i Ørstedsparken, Macbeth
- 2020 Det Kongelige Teater: Mutter Courage og hendes børn
- 2019 Nørrebro Teater: America – Mr. Green / stuepige
- 2019 Betty Nansen Teatret: I et forhold – med Sort Samvittighed
- 2018 Odense Teater: Forårsrullen
- 2017/18 Det Kongelige Teater: genopsætning af Tove, Tove, Tove! – med Sort Samvittighed
- 2017 Teater V: Tvind - the musical
- 2017 Det Lille Teater: genopsætning af Okker Gokker
- 2017 Teater Får302, Ensemble Ensemble: Er der nogen?
- 2016 Det Kongelige Teater: repremiere på Tove, Tove, Tove! – med Sort Samvittighed
- 2016 Det Kongelige Teater: Barselsstuen
- 2015 Det Kongelige Teater: Puntila
- 2015 Det Kongelige Teater: Eventministeriets Uden forsvar
- 2015 Det Kongelige Teater, Tove, Tove, Tove! – med Sort Samvittighed
- 2013 Aveny T: Kim Larsen Teaterkoncert Dagen før
- 2013 Det Kongelige Teater: Kleenex-koncerter
- 2013 Det Kongelige Teater: Kagefabrikken
- 2012/13 Det Lille Teater: Okker Gokker
- 2012 Betty Nansen Teatret: genopsætning af Hvid magi – med Sort Samvittighed og Teaterkoncerten Mozart
- 2011 Betty Nansen Teatret: Teaterkoncerten Mozart
- 2011 Odsherred Teater: Landet
- 2010 Det Lille Teater: Fra månen og ned
- 2008 Mungo Park: Spasser, Hund, Kanin
- 2008 Mungo Park: Opsang
- 2006 Mungo Park: Den allersidste dans
- 2006 Mungo Park: Sandholm

## Filmografi

### Film
| År   | Film                       | Rolle            | Noter |
| ---- | -------------------------- | ---------------- | ----- |
| 2018 | Happy ending               | Nanna            |       |
| 2020 | En helt almindelig familie | Jeanette         |       |
| 2020 | Kød & Blod                 | Sygeplejerske #1 |       |

### Tv-serier
| År        | Serie                               | Rolle                                                 | Noter      |
| --------- | ----------------------------------- | ----------------------------------------------------- | ---------- |
| 2008      | Sommer                              | Bagerekspedienten                                     | DR1        |
| 2018      | Friheden                            | Heidi                                                 | Viaplay    |
| 2019      | Parterapi                           | Britt                                                 | DR2        |
| 2019 -    | Sunday                              | Lisbeth                                               | YouSee Xee |
| 2018-2020 | Tæt på sandheden med Jonathan Spang | Voldtægtsoffer / Jobcenter dame / "Mette Frederiksen" | DR2/DRTV   |
| 2020      | Når støvet har lagt sig             | Annika Kruse, sygeplejerske                           | DR1        |
| 2020      | Rita                                | Camilla                                               | TV2        |
| 2020      | Julefeber                           | Fredes mor                                            | DR1        |
| 2022      | Borgen                              | Berlingske journalist                                 | DR1        |